# HD 157661
HD 157661 é uma estrela tripla na constelação de Ara. Com uma paralaxe de 5,13 milissegundos de arco, está localizada a uma distância de aproximadamente 640 anos-luz (190 parsecs) da Terra. A magnitude aparente combinada das estrelas é de 5,29, o que significa que é visível a olho nu em boas condições de visualização.
Os dois combonentes mais brilhantes do sistema são um par de estrelas de classe B da sequência principal. A estrela mais brilhante tem uma magnitude de 5,70 e uma classificação estelar de B7 V. A uma distância de 2,115 segundos de arco está o segundo componente, que tem magnitude 6,46 e uma classificação de B9.5 V. O terceiro membro do sistema é uma estrela de classe A de magnitude 7,6 a uma separação de 103 segundos de arco.